# Kaszabjbaloghia
Kaszabjbaloghia es una familia de ácaros perteneciente al orden Mesostigmata.

## Especies
- Kaszabjbaloghia Hirschmann, 1973
  - Kaszabjbaloghia hirschmanni Hiramatsu, 1978
  - Kaszabjbaloghia kaszabi Hirschmann, 1973
  - Kaszabjbaloghia kaszabisimilis Hirschmann, 1973
  - Kaszabjbaloghia mahunkai Hirschmann, 1973
  - Kaszabjbaloghia mahunkaisimilis Hirschmann, 1973
  - Kaszabjbaloghia zicsii Hirschmann, 1973